# Classificazione colturale
La classificazione colturale è il processo di attribuzione delle identità colturali alle classi colturali.
Nonostante il criterio secondo cui si definiscono le comprese sia alquanto preciso, la classificazione colturale non è regolata da metodologie convenzionali. Pertanto, la sua specificazione è affidata al tecnico assestatore, che deve regolarsi in base alle linee programmatiche della strategia assestamentale.